# Чакрасамвара

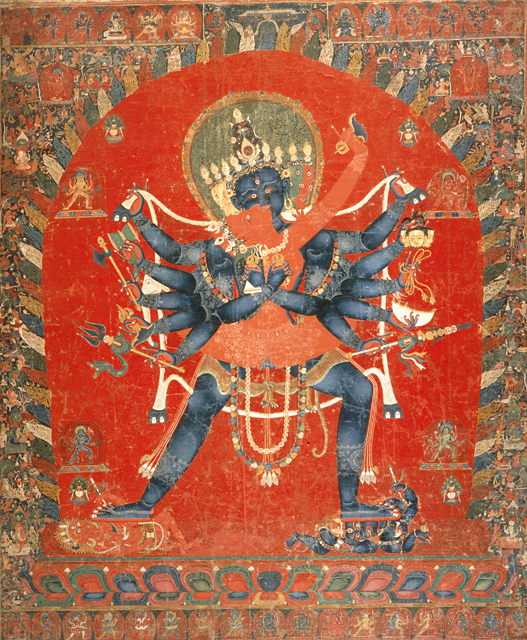
Чакрасамвара / Ваджраварахі

Чакрасамвара (з санскриту: Чакра — Самвар; тиб.: Korlo Демчок, вайлі: "Тхор ло бде мчонг; англ. the binding of the wheels "Колесо вищого блаженства ") є гнівним Їдамі тибетського буддизму, оточений вінком полум'я. Зазвичай він представлений з блакитним кольором тіла, чотирма головами різного кольору та дванадцятьма руками у сексуальному союзі (Яб-Юм) зі супутницею Ваджраварахі. Тантра Чакрасамвари має велике значення в школах Нової традиції перекладу тибетського буддизму.
Практика божеств на Чакрасамварі належить ануттарайога-тантрі(неперевершена тантра йоги), зокрема до так званих материнських тантр, в яких прихильність розглядається як головне почуття розладу, на відміну від батьківських тантр, в яких це гнів і недвоїсті тантри, в яких присутня певна заплутаність. Цей клас тантри відповідає рівню Махайога давньої традиції перекладу Тибету.

## Походження
Згідно з традицією, Чакрасамвара Тантра, також відома як Шріхерука-абхідхана або Лаггусамвара (що означає щось на зразок блаженства через стислість тексту), була вперше використана в кінці 8 століття н. е. Було передано через Самбхогакая-Дакіні Ваджраварахі людським адептам в Індії. Це порівняно короткий текст із приблизно семисот строф на санскриті, в якому в основному описуються мантри та ритуали. Судячи з її історичного походження, Чакрасамвара Тантра тісно пов'язана з божественним світом шиваїзму.[джерело?] Згідно з міфом, Ваджрадхара у формі Чакрасамвари, як кажуть, зламав силу правлячого у світі індуїстського бога Човара (еманація Ішвари) із співчуття тим, хто прагне звільнення від сансари.
Чакрасамвара це один з так званих восьми великих Херука Божеств, поряд з Хаяґріву, Гух'ясамаджа, Хеваджри, Ваджракілаї, Ямантаки, Амріта і Мамо[джерело?]. Корінні тантри цих божеств є одними з найважливіших текстів тантричного буддизму в Індії та Тибеті.

## Символіка
Чакрасамвара зображується в різних формах та позах, в залежності від конкретної традиції та школи тантричного буддизму. Однак, в основному, він зображується в поєднанні з Вайрочані в обіймках танцю, що символізує спонтанність, інтимність та єдність маскулінної та фемінінної енергії. Вони зображуються голими та мають множину рук, які символізують безмежність влади та дії.
Один з ключових аспектів символіки Чакрасамвари — це його знамените обличчя з 12 або 24 яскраво розфарбованими обличчями, що відображають безмежність його мудрості та відчуженості від форми та концепцій. Його тіло прикрите тигровою шкірою, що символізує владу над жаданням та смутком, і він має вигнуту позу, вказуючи на його спонтанність та свободу від обмежень.
Чакрасамвара також зображується з масою символів, таких як меч, що розрубує ілюзії, лук та стріли, які представляють волю володіти інструментами досягнення мудрості, та черепи, що символізують розкриття справжньої природи реальності, відворот від відчуттів та смерті.
Важливий аспект символіки Чакрасамвари — це його сексуальність та еротичний аспект, який він втілює. Він вважається втіленням розкішного блаженства та насолоди, які можуть бути використані для досягнення енергетичного розкриття та прозріння.
Символіка Чакрасамвари також відображає його відношення до часу та простору. Він відображається в стані тантричного об'єднання з його тантричною партнеркою, що символізує поза-часове та поза-просторове буття. Він також зображується з розширеними вухами, що символізують його відкритість до звуків від усіх напрямків та відповідність до всіх звуків як мантри.

## Тантрична практика
Чакрасамвара відіграє важливу роль в тантричній практиці, яка є однією з найвищих та найскладніших форм буддистської практики. Тантра — це шлях до досягнення освітлення через використання фізичних, ментальних та емоційних процесів, включаючи сексуальну енергію, для досягнення високого стану свідомості.
Практика Чакрасамвари зосереджена на розвитку безмежної мудрості та спонтанної відчуженості від форми, концепцій та ілюзій. Вона також сприяє розкриттю внутрішнього блаженства та насолоди, які вважаються шляхом до досягнення вищого рівня свідомості.
Одним з ключових аспектів тантричної практики Чакрасамвари є роль сексуальної енергії. У тантричному буддизмі сексуальність розглядається як потужне джерело енергії, яке може бути використане для досягнення прозріння та освітлення. Чакрасамвара символізує розкішне блаженство, яке відбувається через трансформацію сексуальної енергії у вищі рівні свідомості. Це не традиційний фізичний акт, але символічний аспект, який розглядається як метафора для трансформації свідомості.
Практика Чакрасамвари також включає в себе візуалізацію та медитацію на образ Чакрасамвари, а також ритуали, мантри та інші техніки. Вона вимагає від практикуючого високого рівня підготовки, включаючи внутрішню чистоту, моральність, зосередженість та розуміння доктрини буддизму.

## Висновок
Чакрасамвара — це важливий аспект тантричної практики в буддизмі, який символізує розкішне блаженство, розуміння порожнечі та рівність всіх явищ. Він є одним з головних мандал буддизму, який використовується для досягнення просвітлення та освітлення.
Чакрасамвара представлений як медитаційний образ, який вимагає від практикуючих високого рівня внутрішньої чистоти, моральності та зосередженості. Його символіка включає розкішне блаженство, відношення до часу та простору, трансформацію сексуальної енергії, рівність всіх явищ та порожнечі.
Чакрасамвара відображає глибоке розуміння та досвід внутрішньої природи реальності в буддизмі. Він вчить про зламання відчуженості, досягнення єдності з усім та розуміння порожнечі всіх явищ. Він також надихає практикуючих на шляху до досягнення вищого рівня свідомості та просвітлення.
Чакрасамвара відіграє важливу роль в тантричному буддизмі, допомагаючи практикуючому розширити свідомість, розуміння та сприйняття реальності. Він надає відповідність всім явищам, що розкриває глибоке розуміння взаємозв'язку всього і всіх.
Усамвара виявляється в різних формах та аспектах в різних традиціях буддизму, таких як хінайана, махаяна та ваджраяна. Він є одним з потужних символів тантричної практики, який відображає глибоке розуміння та досвід внутрішньої природи реальності.
В одному з його аспектів, Чакрасамвара зображується як медитаційний образ з тантричним партнером, Ваджраеарахі (також відомою як Ваджракілая), що символізує жіночий аспект енергії. Ця пара взаємодіє в екстатичному танці, виконуючи різні мудри та мантри, що втілюють різні аспекти тантричної практики.
У Чакрасамвари є 12 парамит, або переваг, які символізують різні аспекти духовного розвитку. Ці параміти включають мудрість, дисципліну, медитацію, щедрість, моральність, терпіння, енергію, владу, просвітлення, непередбачуваність, високий рівень мудрості та багатства досвіду.
Чакрасамвара також відіграє важливу роль в ритуалах та практиках, пов'язаних з трансформацією сексуальної енергії. Він використовується для піднесення сексуальної енергії до вищих рівнів свідомості та духовної реалізації. Це відображає важливість інтеграції тіла, розуму та духу в практиках тантричного буддизму.
Чакрасамвара також є символом рівності всіх явищ. Він використовується для розриву відчуженості та розуміння, що всі явища є рівнозначними і пустотними. Це відображає важливість рівного ставлення до всього і всіх, без виникнення суджень, приєднань чи відторгнень.
Для практикуючих тантричного буддизму Чакрасамвара має важливе значення як символ внутрішньої трансформації та розвитку. Він відображає ідею злиття протилежностей, балансу між чоловічим та жіночим аспектами, та відмови від дуалістичного мислення. В практиках тантричного буддизму, Чакрасамвара допомагає відкрити внутрішній потенціал практикуючого, розвиваючи мудрість, компасію та духовну реалізацію.
Одним з аспектів Чакрасамвари, який варто відзначити, є його відображення в мистецтві та іконографії тантричного буддизму. Чакрасамвара зображується як різноруке, різноголове, різнозубе божество з гнівним виразом обличчя, яке має велику кількість різнокольорових голов. Це символізує різнобарвність різноманітних явищ та аспектів реальності, які Чакрасамвара включає та об'єднує в єдиному сприйнятті.
Історично Чакрасамвара відігравав важливу роль в розвитку тантричного буддизму, особливо в традиціях Ваджраяни та Хризантемового буддизму. Він вважається одним з головних деітів та божеств, які допомагають практикам досягти високого рівня духовної реалізації та проявлення внутрішньої мудрості.